# Bacillussläktet
Bacillussläktet (latin Bacillus), i vardagligt tal baciller, är ett släkte grampositiva, aeroba bakterier. Det beskrev av den tyske botanikern och mikrobiologen Ferdinand Cohn 1872. De flesta baciller bildar sporer. 
Ordet baciller används i vardagligt tal, eller tal riktat till barn, om bakterier eller alla smittämnen i allmänhet. Se även Tjej- och killbaciller.

## Systematik
Bacillussläktet ingår i familjen Bacillaceae. Släktet består av stavformiga bakterier som är aeroba och grampositiva. Cellerna bildar vanligen kedjor. 
Bacillussläktet ingår i den första ordningen av klassen Bacilli, Bacillales, som innefattar stavar som är ogrenade och bildar endosporer. 

## Arter inom släktet
- B. acidiceler
- B. acidicola
- B. acidiproducens
- B. acidocaldarius
- B. acidoterrestris
- B. aeolius
- B. aerius
- B. aerophilus
- B. agaradhaerens
- B. agri
- B. aidingensis
- B. akibai
- B. alcalophilus
- B. algicola
- B. alginolyticus
- B. alkalidiazotrophicus
- B. alkalinitrilicus
- B. alkalisediminis
- B. alkalitelluris
- B. altitudinis
- B. alveayuensis
- B. alvei
- B. amyloliquefaciens
  - B. a. subsp. amyloliquefaciens
  - B. a. subsp. plantarum
- B. amylolyticus
- B. andreesenii
- B. aneurinilyticus
- B. anthracis
- B. aquimaris
- B. arenosi
- B. arseniciselenatis
- B. arsenicus
- B. aurantiacus
- B. arvi
- B. aryabhattai
- B. asahii
- B. atrophaeus
- B. axarquiensis
- B. azotofixans
- B. azotoformans
- B. badius
- B. barbaricus
- B. bataviensis
- B. beijingensis
- B. benzoevorans
- B. beringensis
- B. berkeleyi
- B. beveridgei
- B. bogoriensis
- B. boroniphilus
- B. borstelensis
- B. brevis Migula
- B. butanolivorans
- B. canaveralius
- B. carboniphilus
- B. cecembensis
- B. cellulosilyticus
- B. centrosporus
- B. cereus
- B. chagannorensis
- B. chitinolyticus
- B. chondroitinus
- B. choshinensis
- B. chungangensis
- B. cibi
- B. circulans
- B. clarkii
- B. clausii
- B. coagulans
- B. coahuilensis
- B. cohnii
- B. composti
- B. curdlanolyticus
- B. cycloheptanicus
- B. cytotoxicus
- B. daliensis
- B. decisifrondis
- B. decolorationis
- B. deserti
- B. dipsosauri
- B. drentensis
- B. edaphicus
- B. ehimensis
- B. eiseniae
- B. enclensis
- B. endophyticus
- B. endoradicis
- B. farraginis
- B. fastidiosus
- B. fengqiuensis
- B. firmus
- B. flexus
- B. foraminis
- B. fordii
- B. formosus
- B. fortis
- B. fumarioli
- B. funiculus
- B. fusiformis
- B. galactophilus
- B. galactosidilyticus
- B. galliciensis
- B. gelatini
- B. gibsonii
- B. ginsengi
- B. ginsengihumi
- B. ginsengisoli
- B. globisporus
  - B. g. subsp. globisporus
  - B. g. subsp. marinus
- B. glucanolyticus
- B. gordonae
- B. gottheilii
- B. graminis
- B. halmapalus
- B. haloalkaliphilus
- B. halochares
- B. halodenitrificans
- B. halodurans
- B. halophilus
- B. halosaccharovorans
- B. hemicellulosilyticus
- B. hemicentroti
- B. herbersteinensis
- B. horikoshii
- B. horneckiae
- B. horti
- B. huizhouensis
- B. humi
- B. hwajinpoensis
- B. idriensis
- B. indicus
- B. infantis
- B. infernus
- B. insolitus
- B. invictae
- B. iranensis
- B. isabeliae
- B. isronensis
- B. jeotgali
- B. kaustophilus
- B. kobensis
- B. kochii
- B. kokeshiiformis
- B. koreensis
- B. korlensis
- B. kribbensis
- B. krulwichiae
- B. laevolacticus
- B. larvae
- B. laterosporus
- B. lautus
- B. lehensis
- B. lentimorbus
- B. lentus
- B. licheniformis
- B. ligniniphilus
- B. litoralis
- B. locisalis
- B. luciferensis
- B. luteolus
- B. luteus
- B. macauensis
- B. macerans
- B. macquariensis
- B. macyae
- B. malacitensis
- B. mannanilyticus
- B. marinus
- B. marisflavi
- B. marismortui
- B. marmarensis
- B. massiliensis
- B. megaterium
- B. mesonae
- B. methanolicus
- B. methylotrophicus
- B. migulanus
- B. mojavensis
- B. mucilaginosus
- B. muralis
- B. murimartini
- B. mycoides
- B. naganoensis
- B. nanhaiensis
- B. nanhaiisediminis
- B. nealsonii
- B. neidei
- B. neizhouensis
- B. niabensis
- B. niacini
- B. novalis
- B. oceanisediminis
- B. odysseyi
- B. okhensis
- B. okuhidensis
- B. oleronius
- B. oryzaecorticis
- B. oshimensis
- B. pabuli
- B. pakistanensis
- B. pallidus
- B. pallidus
- B. panacisoli
- B. panaciterrae
- B. pantothenticus
- B. parabrevis
- B. paraflexus
- B. pasteurii
- B. patagoniensis
- B. peoriae
- B. persepolensis
- B. persicus
- B. pervagus
- B. plakortidis
- B. pocheonensis
- B. polygoni
- B. polymyxa
- B. popilliae
- B. pseudalcaliphilus
- B. pseudofirmus
- B. pseudomycoides
- B. psychrodurans
- B. psychrophilus
- B. psychrosaccharolyticus
- B. psychrotolerans
- B. pulvifaciens
- B. pumilus
- B. purgationiresistens
- B. pycnus
- B. qingdaonensis
- B. qingshengii
- B. reuszeri
- B. rhizosphaerae
- B. rigui
- B. ruris
- B. safensis
- B. salarius
- B. salexigens
- B. saliphilus
- B. schlegelii
- B. sediminis
- B. selenatarsenatis
- B. selenitireducens
- B. seohaeanensis
- B. shacheensis
- B. shackletonii
- B. siamensis
- B. silvestris
- B. simplex
- B. siralis
- B. smithii
- B. soli
- B. solimangrovi
- B. solisalsi
- B. songklensis
- B. sonorensis
- B. sphaericus
- B. sporothermodurans
- B. stearothermophilus
- B. stratosphericus
- B. subterraneus
- B. subtilis
  - B. s. subsp. inaquosorum
  - B. s. subsp. spizizenii
  - B. s. subsp. subtilis
- B. taeanensis
- B. tequilensis
- B. thermantarcticus
- B. thermoaerophilus
- B. thermoamylovorans
- B. thermocatenulatus
- B. thermocloacae
- B. thermocopriae
- B. thermodenitrificans
- B. thermoglucosidasius
- B. thermolactis
- B. thermoleovorans
- B. thermophilus
- B. thermoruber
- B. thermosphaericus
- B. thiaminolyticus
- B. thioparans
- B. thuringiensis
- B. tianshenii
- B. trypoxylicola
- B. tusciae
- B. validus
- B. vallismortis
- B. vedderi
- B. velezensis
- B. vietnamensis
- B. vireti
- B. vulcani
- B. wakoensis
- B. weihenstephanensis
- B. xiamenensis
- B. xiaoxiensis
- B. zhanjiangensis